# St. Martin, Ohio
St. Martin är ett kommunfritt område och en före detta kommun av typen village i Brown County i Ohio. Vid 2020 års folkräkning hade St. Martin 200 invånare. Året efter folkräkningen 2010 miste St. Martin sin status som kommun.